# Companhia de Precursores
La Compañía de Precursores es una unidad de operaciones especiales de los paracaidistas portugueses. Esta unidad es parte del Batallón de Apoyo Aéreo que tiene su base en Tancos. Se especializan en misiones de inserción de gran altura mediante el uso de saltos HAHO y HALO, asimismo realizan reconocimiento en las zonas de llegada para otras tropas paracaidistas.
Es igualmente una unidad de la Brigada de Reacción Rápida (BRR), una de las tres brigadas que conforman el Ejército Portugués.

## La Unidad
La compañía, también conocida como Precs está asociada al Batallón de Apoyo Aéreo. Es un elemento clave de la infiltración aérea, a través de la caída libre operacional (saltos HAHO/HALO), además de poder ser insertada en transportes de mar y tierra.
Esta unidad es prácticamente desconocida para la población e incluso para las fuerzas armadas de Portugal, debido a su reciente creación y a su especialización elite en el aerotransporte. Los Precs han participado en una variedad de ejercicios nacionales e internacionales.

## Misiones
- El reconocimiento de las zonas de llegada para naves de ala fija-móvil y paracaidistas, mientras establecen la asistencia necesaria para el control del tráfico aéreo, la navegación y las comunicaciones en condiciones hostiles.
- Poseen una limitada acción directa.
- Recolección de información requerida por el comando aéreo.